# Panicum laxum
Panicum laxum är en gräsart som beskrevs av Olof Swartz. Panicum laxum ingår i släktet vipphirser, och familjen gräs. Inga underarter finns listade i Catalogue of Life.